# デミ・オリモロイ
オルワデミラデ・オルワダミロラ・オリモロイ（Oluwademilade Oluwadamilola Orimoloye、1997年1月6日 - ）は、ナイジェリア出身のプロ野球選手（外野手）。右投右打。MLB・トロント・ブルージェイズ傘下所属。ナイジェリア系カナダ人。

## 経歴

### プロ入り前
1997年1月6日にナイジェリアで生まれた 。父親が建築家で、両親は共にナイジェリア政府で働いていた。生後18ヶ月でカナダのオンタリオ州へ移住する。

### プロ入りとブルワーズ傘下時代
2015年のMLBドラフト4巡目（全体121位）でミルウォーキー・ブルワーズから指名され、6月19日に契約を結び、プロ入りを果たした。翌20日に傘下のルーキー級アリゾナリーグ・ブルワーズへ配属された。33試合に出場して打率.292・6本塁打・26打点・19盗塁の成績を残した。8月11日には「オーストラリア・カナダ・フレンドリー・シリーズ 2015」のカナダ代表に選出されたことが発表された。8月24日に同年のWBSC U-18ワールドカップのカナダ代表に選出されたことが発表された。
2016年はパイオニアリーグのルーキー級ヘレナ・ブルワーズでプレーし、61試合に出場して打率.205・5本塁打・17打点・18盗塁の成績を残した。
2017年はA級ウィスコンシン・ティンバーラトラーズでプレーし、125試合に出場して打率.214・11本塁打・45打点・38盗塁の成績を残した。
2018年、ブルワーズ傘下ではA級ウィスコンシンとA+級カロライナ・マドキャッツでプレーし、2球団合計で126試合に出場して打率.248・12本塁打・55打点・22盗塁の成績を残した。

### ブルージェイズ傘下時代
2018年8月31日にカーティス・グランダーソンとのトレードで、トロント・ブルージェイズへ移籍した。

## 詳細情報

### 代表歴
- 2015 WBSC U-18ワールドカップ カナダ代表